# Göran Öhrström
Claes Göran Erik Öhrström, född 18 maj 1915 i Vänersborg, död 12 februari 1980 i Stockholm, var en svensk skådespelare.

## Filmografi
- 1942 – General von Döbeln
- 1944 – Kejsarn av Portugallien
- 1944 – Skeppar Jansson

## Teater

### Roller
| År   | Roll       | Produktion                                                  | Regi             | Teater      |
| ---- | ---------- | ----------------------------------------------------------- | ---------------- | ----------- |
| 1943 | Pfalzer    | Om ett folk vill leva (Hvis et folk vil leve) Axel Kielland | Per-Axel Branner | Nya Teatern |
| 1943 | Tigellinus | Salome Oscar Wilde                                          | Per-Axel Branner | Nya Teatern |